# 大衛·孔恩
大衛·布萊恩·孔恩（David Brian Cone，1963年1月2日—）是美國職棒大聯盟退役投手，現為紐約洋基隊球評，在YES網路及WPIX進行轉播播報。1981年大聯盟選秀會上，孔恩在第三輪被堪薩斯皇家隊選中，並於1986年完成了大聯盟的初登板，之後在大聯盟打到2003年退休為止，總共效力過五支球隊。他的投打姿勢是左打右投。
孔恩曾於1999年投出棒球史上第十六次完全比賽。1991年正規賽季的最後一場比賽，孔恩三振掉對手的打者19人次，追平史上單場第二多的紀錄。他擁有的個人獎項包括：1994年賽揚獎得主、五度入選全明星賽成員，並於1990年、1991年二度奪得大聯盟年度三振王。他雖曾兩度單季20勝的投手，但兩個20勝賽季之間卻差了10年，這是大聯盟一項新紀錄。
孔恩的棒球生涯裡有過五座世界大賽冠軍，分別是1992年代表多倫多藍鳥隊以及1996年、1998年、1999年、2000年代表紐約洋基隊。他在季後賽裡出賽21場、111局，取得8勝3敗、防禦率3.80的成績；而他在世界大賽的防禦率更是降至2.12。
羅傑·安格爾所著之「一個投手的故事：大衛·孔恩的球局（A Pitcher's Story: Innings With David Cone）」，其主角就是描寫孔恩。2019年5月，孔恩和傑克·柯瑞合著並出版了一本自傳，名為「完整計數：一個投手的養成（Full Count: The Education of a Pitcher）」,這本自傳在發行不久後就登上紐約時報的暢銷書榜。

## 早年
孔恩在密蘇里州堪薩斯城出生，高中時是一名三棲球員，在美足打四分衛，率校隊奪下區域冠軍，籃球位置則是得分後衛。由於高中沒有設立棒球校隊，孔恩只能在暑假期間參加大學學院等級的聯賽。十六歲時，參加在皇家體育場舉行的受邀測試會，另外也接受了聖路易紅雀隊的測試，不過此時他還未決定大學的發展領域。之後，孔恩註冊就讀密苏里大学，隨即投入大聯盟選秀，由家鄉球隊皇家隊在第三輪擇中。

## 外部連結
- 大衛·孔恩在美國職棒（英语）
- 大衛·孔恩在Baseball-Reference.com（大聯盟）（英语）
- 大衛·孔恩在Baseball-Reference.com（小聯盟以及海外聯盟）（英语）
- 大衛·孔恩在ESPN（MLB）（英语）
- 大衛·孔恩在FanGraphs.com（英语）
- 大衛·孔恩在The Baseball Cube（英语）
- 大衛·孔恩的X（前Twitter）
- BaseballLibrary.com
- Hickok Sports
- Ultimate Mets Database （页面存档备份，存于）

| 前任： 何塞·希門尼斯 | 無安打比賽投手 1999年7月18日 | 繼任： 艾瑞克·米爾頓 |
| 前任： 大衛·威爾斯   | 完全比賽投手 1999年7月18日   | 繼任： 藍迪·強森     |